# Lyxóza

Furanózová a pyranozóvá forma D-lyxózy

Lyxóza je monosacharid obsahující pět atomů uhlíku a aldehydovou skupinu; patří tedy mezi aldózy a pentózy. Jedná se o C'-2-epimer xylózy; název „lyxóza“ vznikl přehozením pořadí písmen v předponě „xyl“ u „xylózy“.
Lyxóza je v přírodě vzácná, ale lze ji nalézt například v bakteriálních glykolipidech.